# 카롤링거 르네상스

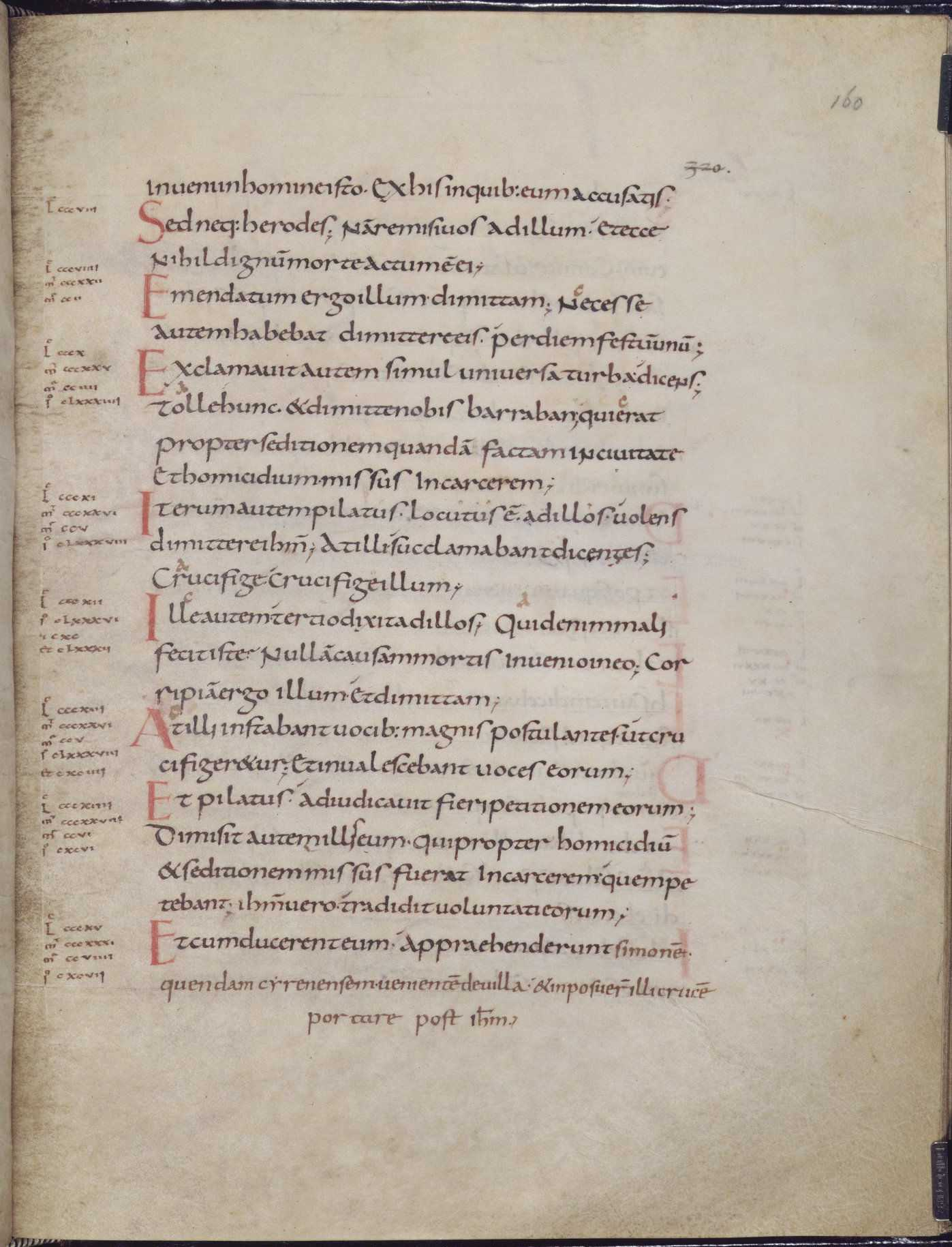
카롤링거 소문자. 카롤링거 르네상스의 산출물 중 하나이다.

카롤링거 르네상스(영어: Carolingian Renaissance)는 카롤링거 왕조의 카롤루스 대제와 그 아들 루이 1세 시대의 라틴 문화를 포함하는 문화의 흥륭을 가리킨다. 카롤루스 르네상스라고도 한다. 일종의 고전부흥운동으로 본래 문화의 정도가 낮았던 프랑크 왕국이 점차 영토를 확대하여 로마 문화가 많이 남아 있는 지역을 포함하게 된 것이다. 원래는 성직자의 교양을 높이려는 순수한 교회적 운동으로서, 그들에게 정확한 라틴어의 지식을 가르치려는 데 목적이 있었으나, 결과적으로 고전의 부활, 일반 문화의 발전을 가져왔다.
카롤루스 대제는 기독교의 보급과 함께 교회·수도원의 부속학교나 성직자에 의한 학문 연구에 힘썼다. 특히 그는 국내외의 많은 문화인을 초대하여 학문을 장려했다. 피사의 페테루스(신학), 롬바르디아의 파울루스 디아코누스(역사), 아킬레이아의 파우리누스(신학), 에스파냐의 테올돌프(고전·시), 잉글랜드의 알쿠인(고전·철학) 등 수많은 학자 및 문인이 카를 대제의 궁정에 모였다. 또, 궁정학교를 창시하여 귀족이나 관리의 자제를 교육시켰는데, 그 결과 프랑크인 중에서도 『카를 대제 전(傳)』을 쓴 아인하르트와 같은 학자도 배출되었다. 전반적으로 이 문화는 고대의 모방에 그치는 독창성이 없는 라틴어 문화인데, 간접적으로는 중세 성기(盛期)의 교회 문화 완성의 기초가 되었으며, 직접적인 영향으로는 ‘카롤링거 소문자’라는 특유의 라틴어 서체(書體)와 이에 의한 고전을 보존하는 구실을 하였다.

## 참고 자료
- 이 문서에는 다음커뮤니케이션(현 카카오)에서 GFDL 또는 CC-SA 라이선스로 배포한 글로벌 세계대백과사전의 내용을 기초로 작성된 글이 포함되어 있습니다.